# Джон Свейн, архієпископ Арма

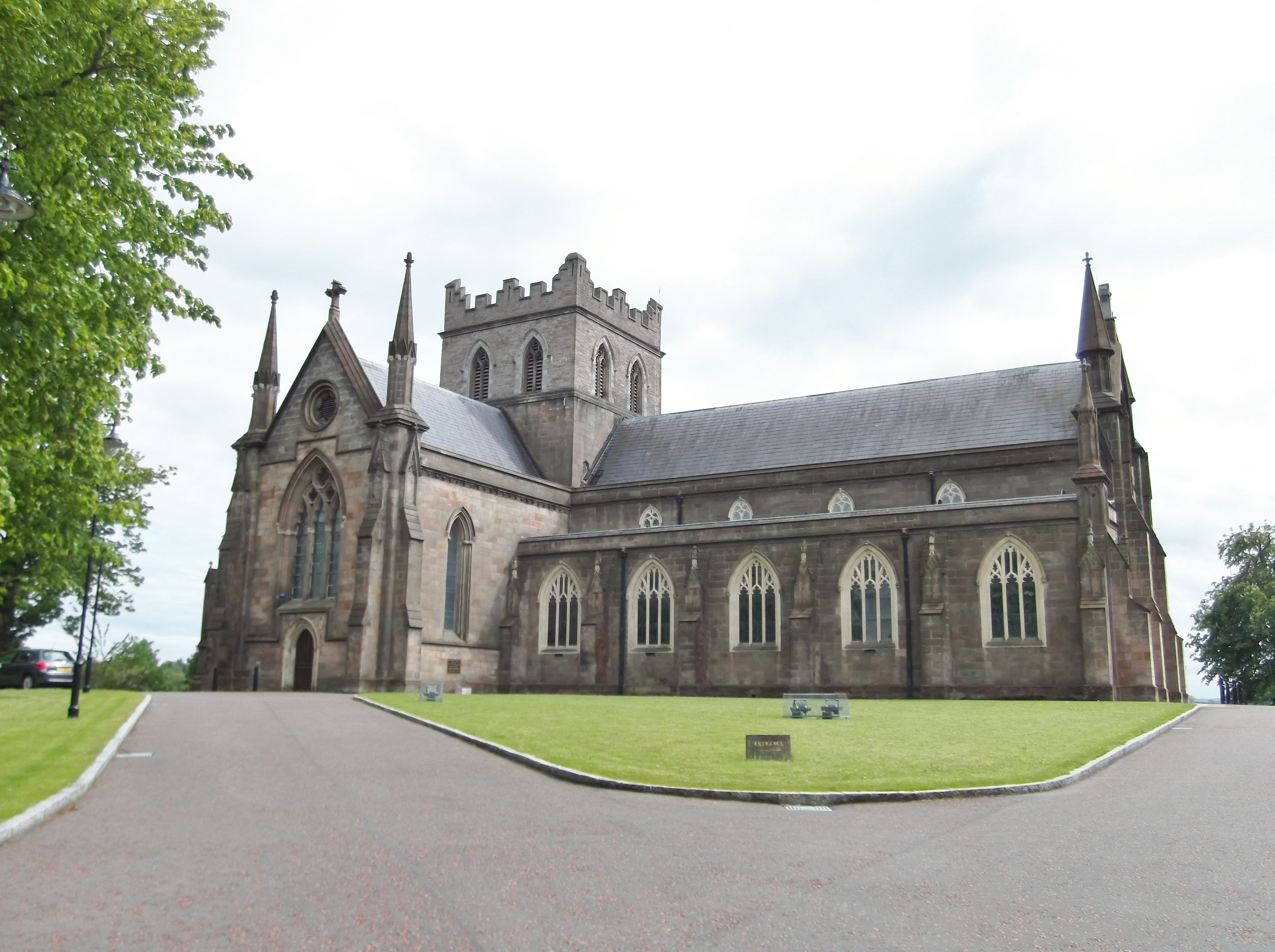
Собор Святого Патріка в Армі.

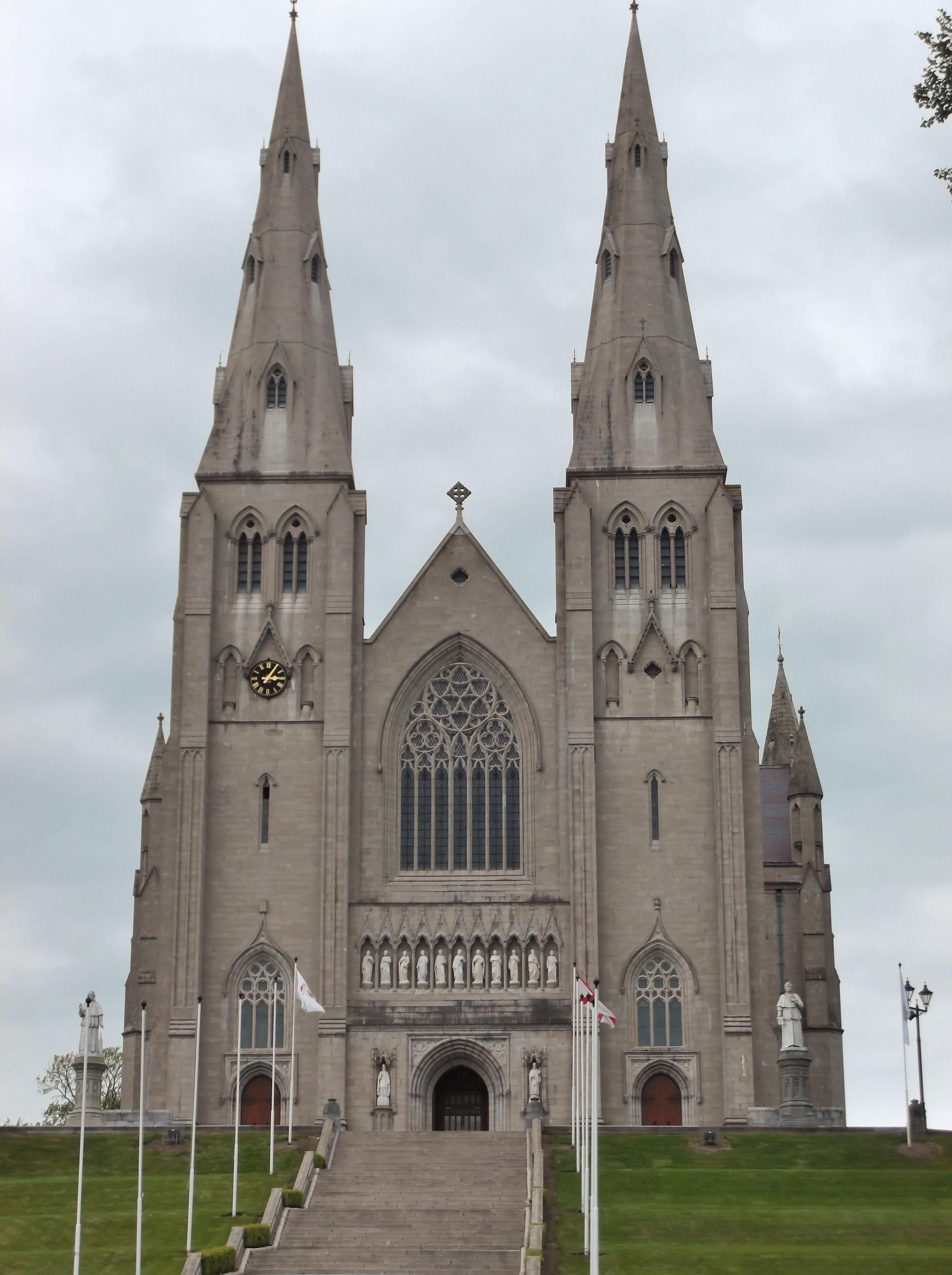
Собор Святого Патріка в Армі.

Джон Свейн (англ. John Swayne) (пом. 1442) — ірландський юрист, папський секретар і архієпископ Арма, доктор юридичних наук, доктор богослів'я, політик англо-ірландського походження, був вихідцем з єпархії Кілдер.

## Життєпис

### Походження і початок кар'єри
Своїм походженням Джон Свейн був пов'язаний із іншим Джоном Свейном, священиком єпархії Оссорі, який фігурує в ірландських патентних списках 1355 року. Найдавнішу згадку про Джона Свейна можна знайти в папських книгах 30 квітня 1399 року, коли Джон Свейн отримав лист від папи Боніфація IX щодо його нелегітимності. У попередній заяві на право на посаду він, як стверджувалося, Джон Свейн заявив, що він був сином священика, а тепер він виправив це на твердження, що він був сином неодружених чоловіка та жінки — мабуть, це було частиною звинувачень у тому, що він незаконнонароджений. Тепер він був у рамках права, що дозволяло йому володіти більш ніж однією церковною посадою, включаючи такі великі сани, як архієпископство. Крім того, його було звільнено від обов'язку згадувати про свою нелегітимність у будь-якій майбутній петиції. При цьому він з'явився як простий священнослужитель, без орденів і вченого ступеня, і реєстр не дає вказівок про його місцезнаходження в цей час. У світлі його подальшої академічної та церковної кар'єри ймовірно, що він уже перебував в Італії і, можливо, відвідав курію особисто в надії накопичити благодійні кошти для фінансування свого навчання в університеті.
Коли Джон Свейн знову з'явився в папських реєстрах у квітні 1404 року, його ситуація помітно змінилася. Тепер він закріпився у курії та досяг посади «abbreviator litterarum apostolicarum» (коментатор апостольських послань). Як і коли він отримав цю посаду, невідомо, але, здається, він мав більше захисту, ніж зазвичай для відносно невідомого ірландського священнослужителя при папському дворі. Однак немає жодних ознак того, що на цьому ранньому етапі він приєднався до певної групи в курії. Перші ознаки чіткої демонстрації вірності з його боку не з'явилися до Пізанської ради, коли він залишив римську лінію і піднявся до посади папського секретаря при антипапі Іоані XXIII.

### Церковна кар'єра
До 1404 року він отримав, окрім посади в папській канцелярії, ректорат Галтрім у єпархії Міт і посаду каноніка у єпархії Фернс з пребендіарієм Тагмон. Відтепер він поступово накопичив значну кількість ірландських бенефіцій, прибутки від яких, безсумнівно, допомогли фінансувати як його навчання в університеті, так і різноманітні операції з майном у Римі. 19 квітня 1404 року йому було надано канонічний сан у Дубліні, посаду з пребендіарія Ньюкасла та дозвіл обміняти його посаду пребендіарія у Фернсі на більш багатий, пребендіарій Такумшин, усі з яких мали бути вакантними після призначення Ніколаса Флемінга того ж дня. Найвищою церковною посадою в Ірландії того часу був престол Арма. У подальшому папському листі від 7 травня 1404 року чітко зазначено, що Джон Свейн відмовився від усіх претензій на додаткові бенефіції у Фернсі. Лист від 19 квітня показує, що він уже отримав документи від казначейства архієпархії Дубліна. Він відмовився від цього 21 липня 1405 року за умови, що йому буде гарантовано повне володіння його канонікою в Дубліні та добре забезпеченим пребендіарієм Ньюкасла. У Дублінському відділенні діяли сили, які намагалися перешкодити його кар'єрі.
Тим часом він продовжував заводити друзів у церковних колах англійської колонії в Ірландії. 11 листопада 1404 року він виконував обов'язки прокурора в курії нещодавно призначеного єпископа Кілдера, домініканця Джона Медока, який, можливо, втрутився від його імені до надання гранту 19 квітня, оскільки Медок був єдиним ірландським прелатом, якому звичайним листом було надіслано обов'язкові супровідні документи.

### Перебування в Італії
7 травня 1407 року Джону Свейну та п'ятьом іншим священнослужителям із зони англійської юрисдикції король Англії Генріх IV наказав якомога швидше повернутися до Ірландії. Цей королівський наказ не надійшов до Риму раніше початку червня, але Джон Свейн не сприйняв інструкцію щодо швидкості надто буквально — якщо він справді її взагалі виконав.
Через два місяці, 30 липня 1407 року, він все ще був у Римі. Того дня державний нотаріус склав акт купівлі-продажу, записавши, що «Джон Свейн, канонік Дублінський, abbreviator litterarum apostolicarum, тепер у Римській курії та проживає в регіоні». Аренула продає майно, що складається з двох виноградників з прилеглим будинком, винними бочками, льохом, плугом та іншим сільськогосподарським інвентарем, разом з полем та деревами. Власність була розташована між монастирями Сан-Спіріто в Сессії та Сан-Джовані в Сеттіджнано. Очевидно, що виноградники Джона Свейна були близькі до папських і розташовані на нижніх схилах Джаніколо.
Джон Свейн придбав цю велику власність раніше, але невідомо коли. Може здатися правдоподібним, що продаж був відповіддю на королівський мандат, що Свейн почав наводити лад у своїх справах, шукав покупця на своє майно і зрештою продав його своєму колезі скороченню в папській канцелярії. З іншого боку, немає жодних доказів того, що він підкорявся королівському мандату, і, якщо він повернувся до Англії чи Ірландії, це могло бути лише для короткого візиту, щоб виправдати його тривалу відсутність, перш ніж він знову повернеться до Італії. З акту купівлі-продажу зрозуміло, що він не жив у будинку, прибудованому до виноградників, а що він проживав у «ріоні Аренула» на іншому березі Тибру, де проживало багато англійців та ірландців. В інших документах було припущено, що метою продажу було фінансування хоспісу для паломників з Ірландії в Римі.
21 листопада 1408 року папа Григорій XII написав Свейну щодо петиції останнього щодо обміну деяких з його ірландських бенефіцій на більш прибуткові та назвав його доктором обох прав — уперше згадується, що Джон Свейн має вчений ступінь. До того ж він претендував на посаду ректора Сієнського університету, але ректори Сієни в цей період добре відомі, і серед них немає Джона Свейна. Відсутність наукового звання в точному юридичному документі від 30 липня 1407 року та наявність такого звання через шістнадцять місяців свідчить про те, що він тим часом отримав докторський ступінь, найімовірніше, у Сієні, яка була вільною спільнотою юристів і не суворо ставилася до вимоги до місця проживання. Його докторський ступінь визнавався справжнім у всіх наступних папських документах.
Свейн не фігурує в опублікованих записах Пізанської ради, але згідно з англійською політикою він вирішив скинути свого колишнього господаря папу Григорія XII 5 червня 1409 року. У той же час він підтримував тісні зв'язки з ірландською церквою та з Архієпископ Арма Ніколасом Флемінгом. Після обрання папи Іоана XXIII 17 травня 1410 року Флемінг призначив чотирьох прокторів на чолі зі Свейном, чий ступінь доктора вже був відомий в Арма, для ведення справ Ірландії при дворі пізанського папи. Антипапа Іоан XXIII винагородив лояльність Свейна, і в усіх папських листах після 12 червня 1411 року він фігурував як «secretarius noster». Він також отримав численні бенефіції та інші привілеї, а також нове коло обов'язків. Він неодноразово виступав екзаменатором кандидатів на посаду державного нотаріуса, і не лише претендентів з ірландських та англійських єпархій.
У травні 1413 року, перед тим, як курія підготувалась для подорожі на північ, Свейн отримав велику кількість привілеїв та посад, включаючи пребендіарія Сордс — одну з найкращих посад такого роду в середньовічній Ірландії, і архідияконство Міт. Йому було надано довічний індульт, щоб благословляти на посади як священнослужителів, так і мирян, а також був звільнений від обов'язку проживати на місці під час службових справ. Він міг розпоряджатися всім своїм майном за заповітом, навіть тим, що походить із церковних джерел, і він міг зберегти всі свої інші бенефіції разом із новопридбаним архідияконством Міт. Його було звільнено від обов'язку шукати ордендарів протягом наступних десяти років, незважаючи на те, що він мав бенефіції з душпастирства, включаючи ректорат у Галтрімі, від якого він ніколи не відмовлявся.

### Повернення в Ірландію
Незважаючи на ці привілеї, Суейн домагався висвячення у високий духовний сан. Записи ясно показують, що він повернувся якщо не до Ірландії, то принаймні до Англії. Згідно з реєстром єпископа Лондона Річарда Кліффорда (1407—1421), Джон Свейн був висвячений цим прелатом у сан аколіта 22 вересня 1414 року, іподиякона 22 грудня 1414 року, диякона 23 лютого 1415 року та священика 16 березня 1415 року. Згодом він поїхав до Констанци на собор, де 29 травня 1415 року після усунення папи Іоана XXIII Свейн залишився без офіційної роботи в курії; але він продовжував знаходити роботу, оскільки різні позивачі з німецької церкви, з якою він мав добрі зв'язки, користувалися його послугами. Звідси незвичайний склад регістру Свейна. Частиною цього є його особистий реєстр, який вівся на соборі в Констанці. Рішення Свейна записувати судові процеси та підтримувати їх у формі, яка зрештою стала розглядатися як частина офіційних реєстрів архієпископів Арма, відображає його власний досвід як папського чиновника — вони були корисні як формуляр правильної куріальної книги.
Після смерті Ніколаса Флемінга наприкінці червня 1416 року престол в Арма залишався вакантним до обрання нового папи. 10 січня 1418 року папа Мартін V благословив Свейна на престол, а через три тижні він був освячений у Констанці. У січні 1419 року він повернувся в Ірландію, де вимагав сплати належної йому ренти з маєтку Трім. 3 лютого 1419 Корнеліус О'Фергал (Ó Fearghail), єпископ Ардаг, склав присягу на вірність архієпископу в своєму маєтку в Атбой. Свейн, очевидно, передбачав труднощі з відвідуванням єпархій «inter Hibernicos» і в 1418 році домагався поновлення папського звільнення від правила, згідно з яким митрополит не міг повернутися з візитацією до єпархії, перш ніж він завершить візитацію всіх інших єпархій у своїй провінції.
Він проживав у Лауті та виконував свої церковні обов'язки в Ірландії. Він переживав, що територія під ефективним контролем англійської адміністрації становила трохи більше одного графства, решта територій Ірландії стали незалежними від Англії, і в 1427 році скаржився на відсутність військового забезпечення для боротьби з ірландцями повстанцями на півночі: він марно благав відправити 400 військових лучників, щоб придушити останнє повстання. Він також нарікав на еміграцію підданих короля з Ірландії до Англії та труднощі з пошуком відповідного англо-ірландського духовенства для заповнення вакантних церковних бенефіцій. 7 липня 1428 року він послав Джона Прена як свого проктора з подарунками та рекомендаційним листом до папи Мартіна V і повідомив, що як його архієпархія, так і його особа зазнають утисків з боку ворожих сил.
Період перебування Свейна на посаді в Ірландії пройшов під впливом боротьби за контроль над адміністрацією між лорд-лейтенантом Джоном Телботом і Джеймсом Батлером, IV графом Ормонд. Свейн був постійним уповноваженим представником влади Англії і був нейтральним щодо Корони Англії. Крім зосередженості на пастирських справах, його головною турботою була підтримка безпеки англійської колонії в Ірландії — Пейлу, але його діяльності перешкоджав руйнівний характер подій в Ірландії в той час, коли клан О'Ніл не могли контролювати своїх сусідів. Джон Свейн зіграв важливу роль у переконанні кількох ірландських ватажків, у тому числі Еоґана О'Ніла, підкоритися Едмунду Мортімеру, графу Марч і графу Ольстера у Трімі в січні 1425 року. Але дії О'Ніла змусили архієпископа шукати захисту в 1435 році.
У 1438 році Свейн відповів на виклик до церковної ради Феррари, вимагали, щоб він і його представники були присутні. Через погане здоров'я він призначив своїми помічниками Джона Вайта, бакалавра обох прав, і Джона Прена. 27 березня 1439 року Свейн пішов у відставку з посади проктора і отримав від папи Євгенія III щорічну пенсію в 100 марок. У жовтні 1442 року він помер і був похований у соборі Святого Петра, Дрогеда, у каплиці Святої Анни, яку він побудував.